# Mani (Burkina Faso)
Mani è un dipartimento del Burkina Faso classificato come comune, situato nella provincia di Gnagna, facente parte della Regione dell'Est.
Il dipartimento si compone del capoluogo e di altri 49 villaggi: Balemba, Bangaye, Bantouankpéba, Barhiaga, Bombonyenga, Boudangou, Boulyendé, Boungou-Folgou, Boungou-Natimsa, Bourgou, Dabesma, Dakiri, Dassari, Dayédé, Gongorgou, Gori, Kamissi, Kankantchiaga, Karamama, Koadaba, Komboassi, Komona, Koulfo, Kouriga, Lahama, Lampiadi, Lanyabidi, Liougou, Lipaka, Loagré, Madori, Malioma, Margou, Mopienga, Nagbingou, Nakouri, Obadé, Obdaga, Pognamadéni, Pougdiari, Samboandi, Siédougou, Tambidi, Tambifoagou, Toabré, Tomonga, Turmaye, Yarba e Yarba-Lampiadi.